# Johann Baptist Cramer
Johann Baptist Cramer, także ang. John Baptist Cramer (ur. 24 lutego 1771 w Mannheim, zm. 16 kwietnia 1858 w Londynie) – niemiecki pianista, kompozytor i wydawca muzyczny, przez większość życia działający w Anglii.

## Życiorys
Syn skrzypka Wilhelma Cramera i brat Franza. Od dziecka mieszkał w Anglii. Gry na fortepianie uczył się początkowo od ojca, później u Johanna Daniela Bensera, Johanna Samuela Schrötera (1780–1783) i Muzio Clementiego. Studiował także kompozycję u Karla Friedricha Abla.
Debiutował jako pianista w 1781 roku. W latach 1788–1791 odbył tourneé koncertowe po Francji i Niemczech. Od 1791 do 1799 roku koncertował w Londynie, biorąc udział w cyklach Salomon Concerts i Professional Concerts. W latach 1799–1800 odbył ponowną podróż po Niderlandach, Niemczech i Austrii. W Wiedniu poznał Josepha Haydna i Ludwiga van Beethovena, na którym wywarł wielkie wrażenie. W latach 1816–1818 ponownie odwiedził Niderlandy i Niemcy. Współzałożyciel Royal Philharmonic Society (1813), a od 1822 roku członek nowo powołanej Królewskiej Akademii Muzycznej. W Londynie zyskał sobie sławę, udzielając lekcji gry na fortepianie i dając recitale; zdobył sobie przydomek Glorious John. W 1835 roku opuścił Anglię, przebywając w Monachium, Wiedniu i Paryżu. Po powrocie do Londynu w 1845 roku zaprzestał działalności artystycznej.

## Twórczość
Był uznanym pianistą i znacznie rozwinął technikę gry na fortepianie. Ceniono go jako wykonawcę utworów J.S. Bacha, W.A. Mozarta i Beethovena, z którymi zapoznał publiczność angielską. Skomponował 9 koncertów fortepianowych, 2 kwintety fortepianowe, kwartet fortepianowy, 56 rond fortepianowych, 33 divertimenta, 73 sonat fortepianowych, ponad 20 pieśni i 84 etiudy o przeznaczeniu pedagogicznym, zebrane w dwutomowym zbiorze Studio per il piano forte.
Od 1805 roku prowadził działalność jako wydawca. Jego pierwszymi spółkami były C. & Keys (1805) i C. & Chappell (1810–1819). W 1824 roku wspólnie z Robertem Addisonem oraz Thomasem Frederickiem Beale’em powołał firmę J. B. Cramer & Co, w 1964 roku przejętą przez Kemble & Co.